# Station Beër Jaäkov
Station Beër Ya'akov (Hebreeuws: תחנת הרכבת באר יעקב Taḥanat HaRakevet Be'er Ya'akov), is een treinstation in de Israëlische plaats Beër Ya'akov.
Het is een station op het traject Ashkelon - Binyamina.
Het station bestaat uit 2 perrons.
Naast de plaats Beër Ya'akov, dient het station ook voor de Nes Ziona.
Station Beër Ya'akov ligt 3751 mijl van het station van Lod.
Het bestaat uit twee perrons en twee sporen.
| Eindbestemming | Vorig station | Lijn               | Volgend station | Eindbestemming |
| -------------- | ------------- | ------------------ | --------------- | -------------- |
| Ashkelon       | Rehovot       | Ashkelon-Binyamina | Lod             | Binyamina      |